# For Those We Love
For Those We Love er en amerikansk stumfilm fra 1921 af Arthur Rosson.

## Medvirkende
- Betty Compson som Bernice Arnold
- Richard Rosson som Jimmy Arnold
- Lon Chaney som Trix Ulner
- Frank Campeau som Frank
- Harry Duffield som George Arnold
- Walter Morosco som Johnny Fletcher
- Camille Astor som Vida
- Bert Woodruff som Dr. Bailee
- George Cooper som Bert